# Совјетска окупација Бесарабије и Северне Буковине
Совјетска окупација Бесарабије и Северне Буковине догодила се од 28. јуна до 4. јула 1940. године, као резултат ултиматума Совјетског Савеза Румунији 26. јуна 1940. године, који је претио употребом силе. Бесарабија је била део Краљевине Румуније од времена Руског грађанског рата а Буковина од распада Аустроугарске, а Херца је била округ румунског Старог краљевства. Ти региони, са укупном површином од 50.762 km2 (19.599 sq mi) и популацијом од 3.776.309 становника, били су укључени у Совјетски Савез. Дана 26. октобра 1940. године, шест румунских острва на Чилији, краку Дунава, површине 23,75 km2 (9,17 sq mi), такође је заузела Совјетска армија.
Совјетски Савез је планирао да изврши анексију инвазијом у пуном обиму, али је румунска влада, одговарајући на совјетски ултиматум изручен 26. јуна, пристала да се повуче са територија како би избегла војни сукоб. Употреба силе проглашена је нелегалном Конвенцијама за дефиницију агресије у јулу 1933., али са међународноправног становишта, нови статус припојених територија на крају је заснован на формалном споразуму којим је Румунија пристала на ретроцесију Бесарабије и уступање Северне Буковине. Како у ултиматуму није поменуто, Румунија није пристала на анексију округа Херца, а исто важи и за каснију совјетску окупацију дунавских острва. Трећи рајх, који је у тајном протоколу Споразума Рибентроп-Молотов из 1939. године прихватио совјетски интерес за Бесарабију, био је обавештен пре планираног ултиматума 24. јуна, али није обавестио румунске власти. Пад Француске, гаранта румунских граница, 22. јуна, сматра се важним фактором совјетске одлуке о постављању ултиматума.
Молдавска Совјетска Социјалистичка Република проглашена је 2. августа 1940. године као саставна република Совјетског Савеза, обухватајући већи део Бесарабије и део Молдавске Аутономне Совјетске Социјалистичке Републике, аутономне републике Украјинске ССР на левој обали Дњестра (сада отцепљено Придњестровље). Регион Херца и региони насељени словенском већином (Северна Буковина, Северна и Јужна Бесарабија) били су укључени у Украјинску ССР. Током совјетске администрације догодио се период политичких прогона, укључујући егзекуције, депортације у радне логоре и хапшења.
У јулу 1941. румунске и немачке трупе окупирале су Бесарабију, Северну Буковину и Херцу током инвазије сила Осовине на Совјетски Савез. Успостављена је војна управа, а јеврејско становништво у региону погубљено је на лицу места или депортовано у Придњестровље, где је велики број настрадао. У августу 1944. године, током совјетске Јаши-кишињевске офанзиве, ратни напор Осовине на Источном фронту је пропао. Пуч краља Михаја 23. августа 1944. изазвао је да румунска војска престане да се одупире совјетском напредовању и да се придружи борби против Немачке. Совјетске снаге напредовале су из Бесарабије у Румунију, заробивши већи део румунске сталне војске као ратне заробљенике, и окупирале су земљу. Румунија је 12. септембра 1944. потписала Московско примирје са савезницима. Примирје и мировни споразум из 1947. године потврдили су совјетско-румунску границу каква је била 1. јануара 1941. године.
Бесарабија, Северна Буковина и Херца остале су део Совјетског Савеза све док се није распао 1991. године када су постале део нових независних држава Молдавије и Украјине. У својој Декларацији о независности од 27. августа 1991. године, Молдавија је осудила стварање Молдавске Совјетске Социјалистичке Републике.

## Позадина
Као историјска регија, Бесарабија је била источни део Кнежевине Молдавије. У 1812. према условима Букурешког мира Османско царство, коме је Молдавија била вазална држава, је препустило регион Руској Империји.

### Међуратни совјетско-румунски односи
Питање Бесарабије је било и политичке и националне природе. Према попису становништва из 1897. године, Бесарабија, тада губернија Руског царства, имала је 47.6% Молдаваца, 19.6% Украјинаца, 8% Руса, 11.8% Јевреја, 5.3% Бугара, 3.1% Немаца и 2.9% Гагауза. Подаци показују снажан пад удела Молдаваца / Румуна у поређењу са пописом становништва из 1817. године, који је извршен убрзо након што је Руско царство анектирало Бесарабију 1812. године, у којем су Молдавци / Румуни представљали 86% становништва. Њихово смањење на попису становништва из 1897. године изазвано је руском политиком насељавања других националности и русификације у Бесарабији.
Током Руске револуције 1917. мгодине, у Бесарабији је формирано Национално веће за управљање провинцијом. Веће, локално познато као Сфатум цари, покренуло је неколико националних и социјалних реформи, а 2./15. децембра 1917. прогласило је Молдавску Демократску Републику аутономном републиком у саставу Руске Федеративне Демократске Републике.
Румчерод, супарничко веће које је било лојално Петроградском совјету, такође је основано и крајем децембра стекло је контролу над главним градом, Кишињевом и прогласило се једином влашћу над Бесарабијом. Уз сагласност савезника, према румунској историографији, на захтев Сфатум царија, румунске трупе су почетком јануара ушле у Бесарабију и до фебруара потиснуле Совјете преко Дњестра. Упркос каснијим изјавама румунског премијера да је бесарапска влада пристала на војну окупацију, интервенција је изазвала протест локалног становништва, нарочито Јона Инкулета, председника Сфатум царија и Пантелејмон Ерхана, шефа привремене молдавске извршне власти. Извршна власт је чак овластила лоше организовану молдавску милицију да се одупре румунском напредовању, иако са мало успеха. Након интервенције, совјетска Русија је прекинула дипломатске односе са Румунијом и запленила румунско благо које је било ускладиштено у Москви на чување. Да би смирили ситуацију, представници Антанте у Јашију издали су гаранцију да је присуство румунске војске само привремена војна мера за стабилизацију фронта, без даљег утицаја на политички живот региона. У јануару 1918. Украјинска Народна Република прогласила је своју независност од Русије, што је Бесарабију оставило физички изоловану од петроградске владе и довело до проглашења независности Републике Молдавије 24. јануара / 5. фебруара. Неки историчари сматрају да је декларација дата под притиском Румуније. Након неколико совјетских протеста, 20. фебруара / 5. марта, румунски премијер, генерал Александру Авереску, потписао је уговор са совјетским представником у Одеси, Кристијаном Раковским, којим је предвиђено да румунске трупе буду евакуисане из Бесарабије у року од два месеца у замену за ослобађање румунских ратних заробљеника које је држао Румчерод. Након што је Бела гарда приморала Совјете да се повуку из Одесе, а Немачко царство је тајним споразумом (део Споразума у Букурешту 1918.) 5./18. марта пристало на румунску анексију Бесарабије, румунска дипломатија је одбила уговор тврдећи да Совјети нису били у стању да испуне своје обавезе.
Сфатум цари је 27. марта / 9. априла 1918. гласао за Унију Бесарабије са Румунијом, условљену испуњењем аграрне реформе. Било је 86 гласова за, 3 гласа против, 36 посланика било је уздржано, а 13 посланика одсутно. Неколико историчара, укључујући румунске попут Кристине Петреску и Сорина Алекандрескуа, гласање сматра контроверзним. Према историчару Чарлсу Кингу, са румунским трупама које су већ у Кишињеву, румунским авионима који су кружили изнад сале за састанке и румунским премијером који је чекао у ходнику, многи посланици мањина једноставно су одлучили да не гласају. Георгиј Чичерин, совјетски Народни комесар за спољне послове, упутио је протестну ноту 18. априла против инкорпорације Бесарабије у Румунију.
У августу 1916. Антанта и неутрална Румунија потписале су тајну конвенцију којом је предвиђено да се Румунија придружи рату против Централних сила у замену за неколико територија Аустроугарске, попут Буковине. На крају Првог светског рата, национални покрети Румуна и Украјинаца почели су да се појављују у покрајини, али оба покрета имала су опречне циљеве, сваки од њих настојећи да уједини провинцију са својом националном државом. ако је 25. октобра 1918. украјински Национални комитет, стекавши предност у Черновци, прогласио Северну Буковину, насељену украјинском већином, делом Западноукрајинске Народне Републике. Румуни су 27. октобра следили њихов пример, проглашавајући читав регион уједињеним са Румунијом, и позивајући румунске трупе. Румунска интервенција брзо је успоставила румунску скупштину као доминантну силу, а 28. новембра Конгрес Румуна, Немаца и Пољака гласао је за уједињење са Румунијом. Представници украјинског и јеврејског становништва бојкотовали су Конгрес, а борба између етничких фракција настављена је неколико месеци.
Током Руског грађанског рата, совјетске владе Украјине и Русије, подстакнуте немирима у Бесарабији због румунске окупације, издале су заједнички ултиматум Румунији 1. маја 1919. године за њено повлачење из Бесарабије, а сутрадан Кристијан Раковски, председавајући украјинске совјетске владе, поставио је још један ултиматум за повлачење румунских трупа и из Буковине. Црвена армија је потиснула Румуне преко Дњестра и проглашена је Бесарабијска Совјетска Социјалистичка Република. Ултиматум је такође дошао у контексту Мађарске Совјетске Републике, при чему су се совјети надали да ће спречити румунску интервенцију у Мађарској. Масовна побуна у Украјини спречила је даљи напредак Совјетског Савеза. Совјетска Русија је наставила своју политику непризнавања румунског суверенитета над Бесарабијом, коју је сматрала територијом окупираном од стране Румуније, све до 1940. године.
Током преговора пре Париског споразума 1920. године, Сједињене Америчке Државе затражиле су да се у Бесарабији одржи референдум како би се одлучило о њеној будућности, али је предлог одбио шеф румунске делегације Јон Братиану, који је тврдио да такав подухват може омогућити дистрибуцију бољшевичке пропаганде у Бесарабији и Румунији. Бели Руси, су на Мировној конференцији такође затражили референдум, да би поново били одбијени. Совјети су наставили да се залажу за референдум током следеће деценије, да би га румунска влада сваки пут одбила.
Румунски суверенитет над Бесарабијом дејуре су признали Уједињено Краљевство, Француска, Италија, и Јапан у Бесарапском уговору, потписаном 28. октобра 1920. Совјетска Русија и Украјина одмах су обавестиле Румунију да не признају валидност уговора. На крају, Јапан није ратификовао уговор и тако никада није ступио на снагу, остављајући Румунију без важећег међународног акта који би оправдао њено поседовање Бесарабије. Сједињене Државе су одбиле да разговарају о територијалним променама у бившем Руском царству без учешћа руске владе. Стога су одбиле да признају инкорпорирање Бесарабије у Румунију и, за разлику од своје позиције у признавању независности балтичких држава, инсистирајући је на томе да је Бесарабија била територија под румунском војном окупацијом и уврстила је бесарапску емиграциону квоту у руску 1923. године. Током 1933. америчка влада прећутно је уврстила бесарапску емиграцијску квоту у румунску квоту, акт који је румунска дипломатија дефакто сматрала признањем. Међутим, током Другог светског рата, САД су тврдиле да никада нису признале Унију Бесарабије са Румунијом.
У 1924. години, након неуспеха Татарбунарског устанка, совјетска влада створила је Молдавску Аутономну Совјетску Социјалистичку Републику на левој обали реке Дњестар у оквиру Украјинске ССР. Румунска влада је то видела као претњу и могуће полазиште за комунистичку инвазију на Румунију. Током двадесетих година 20. века, Румунија се сматрала стубом у санитарном кордону, политици сузбијања бољшевичке претње и избегавала је директне односе са Совјетским Савезом.
Дана 27. августа 1928. и Румунија и Совјетски Савез потписали су и ратификовали Бријан-Келогов пакт, одбацивши рат као инструмент државне политике. Совјетски Савез је 9. фебруара 1929. потписао протокол са западним суседима, Естонијом, Летонијом, Пољском, и Румунијом, потврђујући придржавање услова Пакта. Потписујући Пакт, уговорне стране су се сложиле да осуде рат као средство за решавање сукоба, да га се одрекну као инструмент политике и да се сложе да ће сви сукоби и спорови бити само мирним путем. Тада је совјетски амбасадор Маким Литвинов јасно ставио до знања да ни пакт ни протокол не значе одрицање совјетских права над "територијама које су окупирали Румуни". Дана 3. јула 1933. године, Румунија и Совјетски Савез потписале су Лондонску конвенцију за дефиницију агресије, чији је члан II дефинисао неколико облика агресије: "Као агресор ће бити призната она држава која прва почини једну од следећих акција: Прво - објава рата другој држави. Друго - инвазија оружаних снага на територију друге државе чак и без објаве рата. (...)" и "Ниједно политичко, војно, економско или друго разматрање не може послужити као изговор или оправдање за агресију из члана II."
У јануару 1932. у Риги и септембру1932. у Женеви, одржани су совјетско-румунски преговори као увод у споразум о ненападању, а 9. јуна 1934. успостављени су дипломатски односи између обе државе. Дана 21. јула 1936. године, Литвинов и Николаје Титулеску, совјетски и румунски министри спољних послова, сложили су се о нацрту Пакта о узајамној помоћи. Понекад се тумачио као уговор о ненападању, којим се дефакто признала постојећа совјетско-румунска граница. Протокол је предвиђао да Француска пре спровођења одобри било коју заједничку румунско-совјетску акцију. У преговорима са Совјетима о споразуму, румунска крајња десница је високо критиковала Титулескуа. Протокол је требало да буде потписан у септембру 1936., али је Титулеску отпуштен у августу 1936., што је довело до тога да совјетска страна прогласи споразум ништавим. После тога нису предузимани даљи покушаји политичког зближавања између Румуније и Совјетског Савеза. Штавише, до 1937. године Литвинов и совјетска штампа оживели су успавани захтев за Бесарабију.

### Пакт Молотов – Рибентроп и последице
Дана 23. августа 1939. године Совјетски Савез и Трећи рајх потписали су Споразум Рибентроп—Молотов, уговор о ненападању који је садржавао додатни тајни протокол са мапама у којима је повучена линија разграничења кроз источну Европу и поделили је на Немачку и Совјетску зону интереса. Бесарабија је била међу регионима који су према Споразуму припали совјетској сфери интереса. Члан III његовог Тајног додатног протокола каже:
Што се тиче jугоисточне Европе, совјетска страна има интерес за Бесарабију. Немачка страна изјављује своју потпуну политичку незаинтересованост за ове просторе.
Молотов је 29. марта 1940. године на шестом заседању Врховног совјета изјавио: "Ми немамо пакт о ненападању са Румунијом. То је због присуства нерешеног питања, питања Бесарабије, чије заузимање Совјетски Савез никада није признао иако никада није покренуо питање враћања војним средствима". То је виђено као претња Румунији.

### Међународни контекст
Уверена Споразумом Молотов-Рибентроп о совјетском немешању, Немачка је започела Други светски рат недељу дана касније нападом на Пољску са запада 1. септембра 1939. године. Совјетски Савез је напао Пољску са истока 17. септембра, а до 6. октобра, Пољска је пала. Румунског премијера Арманда Калинескуа, снажног присталицу Пољске у њеном сукобу са Немачком, 21. септембра убили су елементи крајње десничарске Гвоздене гарде уз нацистичку подршку. Румунија је остала формално неутрална у сукобу, али је помогла Пољској пружајући приступ савезничким војним залихама од Црног мора до пољске границе, као и пут за повлачење пољске владе и војске након њиховог пораза. Пољска влада такође је преферирала формално неутралну Румунију како би осигурала сигурност од немачког бомбардовања залиха које се превозе преко румунске територије.
Дана 2. јуна 1940. Немачка је обавестила румунску владу да би Румунија, да би добила територијалне гаранције, требало да размотри преговоре са Совјетским Савезом.
Од 14. до 17. јуна 1940. године, Совјетски Савез је давао ултиматуске ноте Литванији, Естонији и Летонији, а када су ултиматуми били задовољени, користио је основе које је стекао за заузимање тих територија.
Пад Француске 22. јуна и последично повлачење Британаца са континента обесмислили су уверавања о помоћи Румунији.

## Политичка и војна збивања

### Совјетске припреме
Директивама ОВ / 583 и ОВ / 584 Совјетског народног комесаријата за одбрану, војне јединице Одешког војног округа биле су у стању спремности за борбу у пролеће 1940. Совјетске трупе биле су концентрисане дуж румунске границе између 15. априла и 10. јуна 1940. Да би координирала напоре Кијевског и Одешког војног округа у припреми акције против Румуније, Совјетска армија створила је Јужни фронт под вођством генерала Георгија Жукова, који је био састављен од 5., 9. и 12. армије. Јужни фронт имао је 32 пешадијске дивизије, 2 моторизоване пешадијске дивизије, 6 коњичких дивизија, 11 тенковских бригада, 3 падобранске бригаде, 30 артиљеријских пукова и неколико мањих помоћних јединица.
Дана 25. јуна совјетски Јужни фронт примио је директиву:
1. Војничка и буржоаско-капиталистичка клика Румуније, припремајући провокативна дела против СССР-а, концентрисала је на границама са СССР-ом велики број оружаних снага, повећала је број командоса послатих на чување границе и убрзаним темпом гради одбрамбене објекте на својој граници и непосредној близини.
2. Командант Јужног фронта поставио је трупама Јужног округа задатак да: а) очисте мине, заузму и држе мостове преко граничних река, б) чврсто бране државне границе у предњем делу 12. армије где ће деловати трупе Радничко-сељачке Црвене армије, ц) да обезбеде водиче радничкој и сељачкој Црвеној армији, г) да очисте задњи део 12. армије од могућих непријатељских џепова у пограничном појасу Румуније.
Израђена су два акциона плана. Припремљен је први план уколико Румунија не пристане на евакуацију Бесарабије и Буковине. Совјетска 12. армија требала је да удари на југ дуж реке Прут према Јашију, док је совјетска 9. армија требала да удари на запад, јужно од Кишињева према Хушију. Циљ плана био је опкољавање румунских трупа у области Балци–Јаши.
Други план узимао је у обзир могућност да ће Румунија пристати на совјетске захтеве и евакуисати своје војне снаге. У таквој ситуацији совјетске трупе су добиле мисију да брзо дођу до реке Прут и надгледају евакуацију румунских трупа. Први план је узет као задати правац деловања. Дуж делова границе на којима се планирала офанзива, Совјети су припремили најмање троструку супериорност људи и материјала у односу на румунске снаге.

### Совјетски ултиматум
Дана 26. јуна 1940. године у 22:00, совјетски народни комесар Вјачеслав Молотов представио је ултиматумску ноту Георгеју Давидескуу, румунском опуномоћеном министру у Москви, у којој је Совјетски Савез тражио евакуацију румунске војне и цивилне управе из Бесарабије и северног дела Буковине. Совјети су истакли потребу да се брзо реши проблем: "Сад кад је војна слабост СССР-а прошлост, а створена међународна ситуација захтева брзо решење предмета наслеђених из прошлости, како би се утврдила основа за чврст мир између земаља...". Совјети су обавестили немачког министра спољних послова, Јоахима фон Рибентропа, о намерама да пошаљу ултиматум Румунији у вези са Бесарабијом и Буковином 24. јуна 1940. године. У дипломатској координацији која је уследила, Рибентроп је изразио углавном забринутост за судбину етничких Немаца у обе провинције, тврдио је да је број Немаца у Бесарабији износио 100.000 и изјавио да су совјетски захтеви у вези са Буковином били нови. Такође је истакао да је Немачка имала јаке економске интересе у остатку Румуније.
У тексту ултиматумске белешке упућене Румунији 26. јуна 1940. године погрешно се наводи да су Бесарабију насељавали углавном Украјинци: "[...] вековна унија Бесарабије, насељена углавном Украјинцима, са Украјинском Совјетском Републиком". Совјетска влада затражила је северни део Буковине као "мању одштету за огроман губитак нанесен Совјетском Савезу и становништву Бесарабије током 22 године румунске владавине Бесарабијом" и зато што је њена "судбина углавном повезана са совјетском Украјином заједницом језика и етничког састава “. Северна Буковина је имала неке историјске везе са Галицијом, анектираном од стране Совјетског Савеза 1939. године током инвазије на Пољску, у смислу да су обе биле део Аустроугарске од друге половине 18. века до 1918. Северна Буковина је била насељено компактним украјинским становништвом, које је чинило већину у односу на Румуне, али се за Бесарабију сматрало да има румунску већину, иако је већина становништва прихватила "молдавски“ идентитет.
Током јутра 27. јуна започела је мобилизација румунских трупа. У раним јутарњим сатима 27. јуна, краљ Карол II имао је састанак са својим премијером Георгеом Татарескуом и министром спољних послова Јоном Гигуртуом и позвао је амбасадоре Италије и Немачке. Карол је саопштио своју жељу да се супротстави Совјетском Савезу и затражио да њихове земље утичу на Мађарску и Бугарску у нади да неће објавити рат против Румуније и да поврате Трансилванију и Јужну Добруџу. Изјављујући да би било "у име мира" пристајање на совјетске захтеве, амбасадори су позвали краља да одступи.
Молотов је 27. јуна изјавио да ће совјетске трупе, ако Румуни одбију совјетске захтеве, прећи границу. Молотов је дао румунској влади 24 сата да одговори на ултиматум.
Истог дана, румунска влада је одговорила сугеришући да ће пристати на "непосредне преговоре о широком спектру питања". Совјети су сматрали да је одговор румунске владе "неодређен", јер није директно прихватила тренутни пренос Бесарабије и Северне Буковине. Дана 27. јуна, друга совјетска ултиматумска нота изнела је одређени временски оквир који је захтевао евакуацију румунске владе из Бесарабије и Северне Буковине у року од четири дана. Наслућивала се намера совјетске војске да уђе у Кишињев, Акерман и Черновци.
Ујутро 28. јуна 1940. године, по савету Немачке и Италије, румунска влада, на челу са Георгијеом Татарескуом, под полуауторитарном влашћу Карола II, пристала је да се потчини совјетским захтевима. Совјетске снаге такође су окупирале регион Херца, део румунског Старог краљевства, који се није налазио ни у Бесарабији ни у Буковини. Совјети су изјавили да је то "вероватно војна грешка".
Одлуку о прихватању совјетског ултиматума и започињању повлачења (избегавајући употребу уступања) из Бесарабије и Северне Буковине, разматрало је румунско Крунско веће у ноћи између 27. и 28. јуни. Према дневнику краља Карола II, други (одлучујући) исход гласања био је:
- Одбили ултиматум: Штефан Чобану, Силвију Драгомир, Виктор Јаманди, Николаје Јорга, Трајан Поп, Ернест Урдареану
- Прихватили ултиматум: Петре Андреј, Константин Ангелеску, Константин Аргетојану, Ернест Балиф, Аурелијан Бентоју, Мирча Канкиков, Јоан Кристу, Митица Константинеску, Михаил Гелмегеану, Јон Гигурту, Константин К. Ђуреску, Николаје Хортоломеј, Јоан Илкуш (министар одбране), Јон Маковеј, Георге Миронеску, Раду Портокала, Михај Ралеја, Виктор Славеску, Георге Татареску (премијер), Флореа Ценеску (врховни командант румунске војске)
- Уздржани: Виктор Антонеску.

Исте ноћи, Карол II је такође убедио Алекандруа Вајда-Војевода да положи заклетву за министра. Вајда је, заједно са свим наведеним, потписао коначну препоруку Крунског савета у којој је Карол II наредио војсци да се повуче.

### Повлачење Румуније
Дана 28. јуна, у 9:00, саопштењем бр. 25 Генералштаб румунске војске званично је саопштио садржај ултиматума становништву, његово прихватање од стране румунске владе и намеру да се војска и администрација евакуишу на реку Прут. До 14:00, три кључна града (Кишињев, Черновци и Билгород-Дњистровски) морали су бити предати Совјетима. Војне инсталације и казамати, изграђени током двадесетогодишњег периода за случај совјетског напада, напуштени су се без борбе, јер је румунска војска била под строгим наређењем да не одговара на провокације.
 У изјави локалном становништву совјетска команда је изјавила: "Стигао је велики час вашег ослобађања од јарма румунских бојара, земљопоседника, капиталиста и Сигуранце".
Део становништва напустио је регионе са румунском администрацијом. Према попису становништва у Румунији из априла 1941. године, укупан број избеглица са евакуисаних територија износио је 68.953, али како је ултиматум дошао неочекивано, многи људи нису имали времена за евакуацију, а касније је забележено преко 70.000 захтева за репатријацију у Румунију. С друге стране, до почетка августа 1940., између 112.000 и 149.974 људи напустило је друге територије Румуније и прешло у совјетску Бесарабију. Ту цифру су чинили Румуни из региона, али такође и Јевреји, како из Бесарабије, тако и из Старог краљевства, који су желели да побегну од званично одобреног антисемитизма у Румунији.

### Укључење припојених територија у састав Совјетског Савеза
Како се Румунија сложила да удовољи совјетским територијалним захтевима, други план је одмах спроведен у дело, Црвена армија је одмах ујутро 28. јуна кренула у Бесарабију и Северну Буковину. До 30. јуна Црвена армија је стигла до границе дуж реке Прут, а 3. јула граница је у потпуности затворена са совјетске стране.
Месец дана након војне окупације, 2. августа 1940., на главном делу припојене територије основана је Молдавска Совјетска Социјалистичка Република а мањи делови дати су Украјинској ССР. Шест бесарапских округа и мањи делови остала три округа, заједно са деловима Молдавске АССР (раније део Украјинске ССР), која је том приликом расформирана, формирали су Молдавску ССР која је постала једна од 15 савезничких република Совјетског Савеза. Совјетска владина комисија на челу са Никитом Хрушчовим, шефом Комунистичке партије Украјинске ССР, доделила је Северну Буковину, регион Херца и већи делове округа Хотин, Измаил и Билгород-Дњистровски Украјинској ССР.
У периоду од 1940. до 1941. године, политички прогон одређених категорија локалног становништва имао је облик хапшења, погубљења и депортација у источне делове Совјетског Савеза. Према Александру Булгару, 32.433 људи добило је политички мотивисану казну, од чега је 8.360 осуђено на смрт или умрло током испитивања.
Озбиљни инциденти догодили су се у Северној Буковини, где су покушаји мештана да силом пређу границу према Румунији довели до тога да су совјетски граничари отворили ватру на ненаоружане цивиле. У једном случају, код Фантане Албе, то је резултирало масакром у којем је убијено између 200 и 3.000 Румуна. Инциденти су се догодили и на румунској страни границе: румунска војска је стрељала отприлике 300 (или између 80 и 400, према другим изворима ) цивила, већином Јевреја, који су чекали да крену у Бесарабију под совјетском контролом, на железничкој станици Галац 30. јуна 1940.
Инсталирање совјетске администрације такође је праћено великим променама у економском домену, јер су национализована средња и велика комерцијална и индустријска предузећа. Совјетска влада је такође спровела аграрну реформу којом је прераспоредила 229.752 хектара на 184.715 сиромашних сељачких домаћинстава и ограничила имања на 20 хектара на југу и 10 хектара на другим местима. Погон за колективизацијом такође је започет 1941. године, помало због недостатка пољопривредне механизације, напредак је био изузетно спор, с 3,7% сељачких домаћинстава која су била укључена у колхозе или совхозе до средине године. Већи део буџета за 1941. био је усмерен на социјалне и културне потребе, а 20% је издвојено за здравствене услуге, а 24% за образовање и кампање за описмењавање. Теолошки институт у Кишињеву је затворен, али је створено шест нових високошколских установа, укључујући конзерваторијум и политехнику. Даље, плате индустријских радника и административног особља повећане су два до три пута у односу на предсовјетски ниво.

## Последице

### Међународне реакције
Од свих регионалних савезника са којима је Румунија имала уговоре са војним клаузулама, само је Турска одговорила да ће испунити своје уговорне обавезе пружањем подршке против совјетске војне агресије.
Према Тајму од понедељка, 1. јула 1940.
Ове недеље совјетски авиони започели су извиђачке летове изнад Бесарабије. Тада су забележени гранични сукоби дуж целе реке Дњестар. Иако је румунска војска пружила отпор, она нема шансе да заустави Совјетски Савез без помоћи, а Немачка је већ прошле године тајним уговорима признала совјетско право на Бесарабију. Румунија је прихватила своју судбину у новој Европи коју Хитлер планира. Такође ће изгубити Трансилванију од Мађарске и вероватно део Добруџе од Бугарске. (...) Совјетска сфера. Совјети су били заокупљени учвршћивањем сопственог положаја на истоку Хитлерове Европе. У почетку окупација Естоније, Летоније и Литваније, те три државе успоставиле су левичарске владе које су изгледале као степенице за потпуну совјетизацију. (...)Немачка је окупацију прихватила мирно. Немачка смиреност била је несумњиво стварна, јер су прошлогодишњи договори дали Совјетима право на Балтик и Бесарабију.

### Политичка кретања у Румунији
Територијални уступци 1940. године изазвали су дубоку тугу и незадовољство Румуна и убрзали пад популарности режима предвођеног румунским краљем Каролом II. Три дана након анексије, Румунија се одрекла англо-француске гаранције из 1939. Нова влада Јона Гигуртуа положила је заклетву 5. јула 1940, која је повукла земљу из Лиге нација (11. јула 1940) и објавила жељу да се придружи силама Осовине (13. јула 1940). Низ мера које је предузео румунски премијер Јон Гигурту, укључујући званични прогон Јевреја инспирисан немачким Нирнбершким законима у јулу и августу 1940., није успео да поколеба Немачку да додели Северну Трансилванију Мађарској у Другој бечкој арбитражи 30. августа 1940. године.
То је скоро довело до побуне у земљи. Петог септембра, краљ Карол II предложио је генералу (касније маршалу) Јону Антонескуу, шефу војске, да формира нову владу. Антонескуов први чин био је приморање краља да абдицира, четврти и последњи пут, и да побегне из Румуније. Јон Антонеску је основао савез са остацима Легионарског покрета Гвоздене гарде (која је делимично уништена 1938. види Гвоздена гарда), антисемитске фашистичке партије, а власт је преузео 6. септембра 1940. године Михај, син Карола II, и наследио га је као краља Румуније. Земља је проглашена Националном Легионарском Државом. Између октобра 1940. и јуна 1941. око 550.000 немачких војника ушло је у Румунију. У новембру је Антонеску потписао Тројни пакт, којим је Румунија војно везана за Немачку, Италију и Јапан. У јануару 1941. Легионарски покрет је покушао пуч, који није успео и Антонескуа је чврсто остао на власти, уз одобрење Хитлера. Ауторитарни режим Антонескуа (1940–1944) није обновио политичке странке и дозволио демократију, већ је само убацио неколико појединачних цивила у влади.
Све у свему, жеља за повратом изгубљених територија била је одлучујући фактор који је довео до уласка Румуније у Други светски рат на страни сила Осовине против Совјетског Савеза.

### Румунски повратак Бесарабије и ратна администрација
Румунија је 22. јуна 1941. учествовала заједно са Мађарском и Италијом на страни сила Осовине у немачкој инвазији на Совјетски Савез ради повратка Бесарабије и Буковине. То је постигнуто до 26. јула 1941. године.
Краљ Михај Румунски, његова мајка Хелен, и Михај Антонеску присуствовали су на церемонији отварања монументалног ослободилачког торња у Гидигичу, 1. новембра 1942.
Дана 27. јула 1941. упркос противљењу свих политичких партија, румунски војни диктатор Јон Антонеску наредио је румунској војсци да настави рат на исток до совјетске територије како би се борили код Одесе, Крима, Харкова, Стаљинграда и Кавказа. Између краја 1941. и почетка 1944. године, Румунија је окупирала и управљала регионом између река Дњестар и Јужни Буг, познат као Придњестровље, и послала је експедиционе трупе у неколико различитих подручја да подрже немачки напредак даље у Совјетски Савез.
У позадини повећаног антисемитизма у Румунији крајем 1930-их, влада Јона Антонескуа званично је усвојила мит о јеврејском бољшевизму, због чега су Јевреји проглашени одговорним за територијалне губитке које је Румунија претрпела током лета 1940. То је проузроковало да влада, у споразум са Немачком, крене у кампању "чишћење" поново заузетих територија депортацијом и / или убијањем Јевреја из Буковине и Бесарабије који нису побегли у унутрашњост Совјетског Савеза пре него што је Румунија повратила територије у јулу 1941. Само у 1941. румунска и немачка војска убиле су између 45.000 и 60.000 Јевреја у Бесарабији и Буковини. Преживели Јевреји брзо су окупљени у привременим гетима а 154.449 до 170.737 је затим депортовано у Придњестровље, а само их је 49.927 било још живо до 16. септембра 1943. Само 19.475 Јевреја из Буковине и округа Дорохој преживело је на тим територијама од 1941. до 1944. године, а да нису били депортовани, већина њих у Черновци. Румунске јединице жандармерије такође су учествовале, заједно са немачким трупама и локалним милицијама, у уништавању јеврејске заједнице у Придњестровљу, убиством између 115.000 и 180.000 локалних Јевреја.
Од 1941. до 1944. године, многи млади мушки становници Бесарабије и Северне Буковине регрутовани су у румунску војску. Од фебруара до августа 1944. године, у региону су се одвијала непријатељства, док је Румунија покушавала да спречи територију да се врати Совјетском Савезу. Укупно током Другог светског рата, румунска војска изгубила је 475.070 људи на Источном фронту, од којих су 245.388 били убијени у борби, нестали, умрли у болницама или у неборбеним околностима, а 229,682 (према совјетским архивским документима) одведено је у ратно заробљеништво од стране Црвене армије, од којих је 187.367 урачунато у румунске ратне заробљенике у логорима НКВД-а (22. априла 1956, 54.612 је урачунато као умрло у заробљеништву, а 132.755 као ослобођено), 27.800 су се рачунали као Румуни које је ослободила Совјетска армија, а 14.515 као Молдавци које је ослободила Совјетска армија.

### Обнова совјетске администрације
Почетком 1944. Совјетски Савез је постепено заузимао територију кроз офанзиве Уман – Ботошани и Јаши-Кишињев. Дана 23. августа 1944, са напредовањем совјетских трупа и падом Источног фронта, на територију Румуније изведен је пуч предвођен краљем Михајом који је уз подршку опозиционих политичара и војске свргнуо диктатуру Антонескуа, зауставио војне акције против савезника и касније ставио разбијену румунску војску на страни савезника. У данима непосредно након пуча, пошто је акција Румуније била једнострана и није било договорено примирје са савезничким силама, Црвена армија је наставила да третира румунске трупе као непријатељске борце, а у забуни, румунске трупе им се нису супротставиле. Као последица тога, Совјети су узели велики број румунских трупа као ратне заробљенике са мало или нимало отпора. Неки од затвореника су рођени Бесарабије. Михај је пристао на совјетске услове, а Румунију је окупирала Совјетска армија.
Од августа 1944. до маја 1945. године, око 300.000 људи је регрутовано у Совјетску армију из Бесарабије и Северне Буковине и послато у борбу против Немачке у Литванији, Источној Пруској, Пољској и Чехословачкој.
У 1947. као део Париског мировног уговора, Румунија и Совјетски Савез потписали су уговор о граници којим су потврдили границу утврђену 1940. године. Неколико додатних ненасељених острва у делти Дунава као и Змијско острво, која се не помињу у уговору, пребачена су из комунистичке Румуније у Совјетски Савез 1948. године.

## Социјалне и културне последице
У тренутку совјетске окупације региони су имали укупно 3.776.309 становника. Према румунској званичној статистици, ово је распоређено међу етничке групе на следећи начин: Румуни (53,49%), Украјинци и Рутени (15,3%), Руси (10,34%), Јевреји (7,27%), Бугари (4,91%), Немци (3,31%), остали (5,12%).

### Кретање становништва
Током совјетског преузимања 1940. године, бесарапски Немци (82.000) и буковински Немци (40.000–45.000) враћени су у Немачку на захтев Хитлерове владе. Неке од њих нацисти су насилно населили у окупирану Пољску и морали су поново да се преселе 1944–1945. Људи погођени пресељењем нису били прогањани, али нису имали избора да остану или живе и морали су да промене целокупни егзистенцијални живот у року од неколико недеља или чак дана.

### Депортације и политичка репресија
Депортације локалног становништва због припадности интелигенцији или кулачким класама или због антисовјетских националистичких идеја догодиле су се у периодима од 1940. до 1941. и од 1944. до 1951. Депортације су обухватиле све локалне етничке групе: Румуне, Украјинце, Русе, Јевреје, Бугаре, Гагаузе. Значајне депортације догодиле су се у три одвојене прилике: према Александру Булгару, 29.839 људи је депортовано у Сибир 13. јуна 1941. Укупно, у првој години совјетске окупације, не мање од 86.604 људи из Бесарабије, Северна Буковина и региона Херца претрпели су политичку репресију. Тај број је приближан оном који су израчунали руски историчари пратећи документе у московском архиву, отприлике. 90.000 људи је било ухапшено, погубљено, депортовано или регрутовано за рад у првој години совјетске окупације. Већи део броја (53.356) представљао је принудно регрутоване за рад широм Совјетског Савеза. Класификација таквих радника као жртава политичке репресије је, међутим, спорна, јер се сиромаштво мештана и совјетска пропаганда такође сматрају важним факторима који су водили емиграцији локалне радне снаге. Хапшења су настављена и након 22. јуна 1941. године.
На основу послератне статистике, историчар Игор Кашу показао је да су Молдавци / Румуни чинили отприлике 50 процената депортованих, док су остатак чинили Јевреји, Руси, Украјинци, Гагаузи, Бугари и Роми. Разматрајући етничку структуру региона, он закључује да предратне и послератне репресије нису биле усмерене на било коју одређену етничку или националну групу, већ би се могле окарактерисати као "геноцид" или "злочин против човечности". Депортација 1941. имала је за циљ "антисовјетске елементе", а састојала се од бивших представника румунске међуратне администрације (полицајаца, жандарма, затворских чувара, службеника), великих земљопоседника, трговаца, бивших официра румунске, пољске и царске војске и људе који су пребегли из Совјетског Савеза пре 1940. Кулаци нису били главна мета репресије све до послератног периода. Пре него што су совјетске архиве постале доступне, Р. Ј. Рамел је проценио да су између 1940. и 1941. године 200.000 до 300.000 румунских Бесарабијаца били прогањани, регрутовани у присилне радне логоре или депортовани са читавим породицама, од којих је 18.000 до 57.000 наводно убијено.

### Верски прогон
Након постављања совјетске администрације, верски живот у Бесарабији и Северној Буковини доживео је прогон сличан ономе у Русији између светских ратова. У првим данима окупације одређене групе становништва поздравиле су совјетску власт, а неке од њих придружиле су се новооснованој совјетској номенклатури, укључујући НКВД, совјетску тајну полицију. НКВД је користио те мештане да пронађу и ухапсе бројне свештенике. Остале свештенике ухапсио је и саслушао сам совјетски НКВД, депортовао у унутрашњост Совјетског Савеза и убио. Истраживање на ту тему још је у раној фази. Од 2007. године, православна црква је прогласила за мученике око 50 духовника, који су умрли у првој години совјетске власти (1940–1941).

## Наслеђе

### У Совјетском Савезу
У раној совјетској историографији ланац догађаја који је довео до стварања Молдавске ССР описан је као "ослобађање молдавског народа од 22-годишње окупације од стране бољарске Румуније". Совјетски аутори  увелико су описивали сцене како је ослобођени бесарапски народ с нестрпљењем дочекао совјетске трупе које су завршавале "22 године јарма под румунским капиталистима и земљопоседницима", организовали демонстрације под црвеним заставама и ослободили затворене комунисте од стране Сигуранце. Од 1940. до 1989. године совјетске власти су промовисале догађаје од 28. јуна 1940. године као "ослобођење", а сам дан био је празник у Молдавској Совјетској Социјалистичкој Републици.
Међутим, 2010. године руски политички аналитичар Леонид Млечин изјавио је да термин окупација није адекватан, већ да је "више реч о анексији дела територије Румуније".

### Молдавија пре стицања независности
Од 26. до 28. јуна 1991. године, у Кишињеву, је одржана међународна конференција Пакт Молотов – Рибентроп и његове последице по Бесарабију, која је окупила историчаре као што су Николас Дима, Курт Трептоу, Денис Дилетан, Мајкл Мајкелсон, Стефен Боуер, Лаури Вајман, Мајкл Бручис, поред молдавских, совјетских и румунских историчара. Усвојена је неформална декларација из Кишињева, према којој су Пакт и његов тајни протокол представљали именовање за сарадњу између Совјетског Савеза и нацистичке Немачке, а након тих споразума, Бесарабију и Северну Буковину окупирала је Совјетска војска 28. јуна 1940. као резултат улитмативних белешки упућених румунској влади. Акти су добили карактеристику бремените манифестације империјалистичке политике анексије и диктата, бесрамне агресије на суверенитет (...) суседних држава, чланица Лиге нација. Стаљинистичка агресија представљала је озбиљно кршење правне норме понашања држава у међународним односима, обавеза преузетих пактом Брајан-Келогов из 1928., и и Лондонском конвенцијом о дефиницији агресора из 1933". У декларацији се наводи да су "Пакт и Тајни додатни протокол законски ништави од почетка и њихове последице морају бити елиминисане". За потоње је позвао на "политичка решења која би довела до уклањања дела неправде и злостављања почињених употребом силе, диктата и анексија, ... [решења] у потпуном консензусу са принципима [1975] Хелсиншког закона и [1990] Париске карте за нову Европу".

### Сједињене Америчке Државе
Сенат Сједињених Америчких Држава је 28. јуна 1991. године изгласао резолуцију коју су предложили сенатори Џеси Хелмс и Лари Преслер, чланови америчког одбора Сената за спољне односе, која је препоручила америчкој влади да
1. подржи право на самоопредељење народа Молдавије и Северне Буковине, окупираних од стране Совјета, и сачини одлуку у том циљу,
2. подржи будуће напоре владе Молдавије да преговара, ако то жели, о мирном поновном уједињењу Молдавије и Северне Буковине са Румунијом, како је утврђено Париским уговором (1920), поштујући постојеће норме међународног права и принцип 1 Хелсиншког закона.

У клаузулама ове резолуције Сената, између осталог, наведено је да су " (...) Оружане снаге Совјетског Савеза напале Краљевину Румунију и окупирале Источну Молдавију, Северну Буковину и област Херца. (... ) Анексија је претходно припремљена тајним споразумом о Уговору о ненападању који су владе Совјетског Савеза и Немачког рајха потписале 23. августа 1939. (...) Између 1940. и 1953. стотине хиљада Румуна из Молдавије и Северне Буковине СССР је депортовао у Централну Азију и Сибир (...)."

### Модерна Молдавија
- Михај Гимпу, привремени председник Молдавије 2010. године, прогласио је 28. јун 1940. године даном Совјетске окупације. Тај потез наишао је на неодобравање и позиве на опозив уредбе унутар владајуће коалиције и опозиционе странке и на оставку Гимпуа. Дорин Чиртоака, градоначелник Кишињева и члан исте странке као Гимпу, наредио је подизање спомен-камена на Тргу Народне скупштине, испред зграде кабинета, где је некада стајао Лењинов споменик.[99] Чланови коалиција тврдили су да није дошло време за такав декрет и да ће само помоћи комунистима да освоје више гласова.[100] Академија наука Молдавије изјавила је да "с обзиром на недавна неслагања у вези са 28. јуном 1940 [...]морамо предузети мере и обавестити јавно мњење о ставовима академске заједнице". Академија је изјавила: "Архивски документи и историјска истраживања међународних стручњака показују да је анексију Бесарабије и Северне Буковине совјетска команда осмислила и изградила као војну окупацију ових територија. Уредба привременог председника Михаја Гимпуа у принципу одражава историјску истину."[101]
- Дана 30. јуна 2010. године Први кабинет Влада Филата одлучио је да створи Музеј жртава комунизма[102] а Влад Филат је отворио музеј 6. јула 2010. године.[103]